# Спортивно-оздоровительный туризм
Спорти́вно-оздорови́тельный тури́зм (СОТ) — общественное движение, состоящее из индивидуально-групповых путешествий и спортивных мероприятий на природе, основанных на технологиях спортивного туризма, а также клубной деятельности.

## История
Началом становления российского туризма принято считать 1895 год, когда возникло российское общество туристов. Одной из основных задач деятельности российского общества туристов, а также основанных позже крымско-кавказского горного клуба, кавказского горного общества являлось развитие туризма в природной среде, вовлечение населения в спортивно-оздоровительную деятельность на основе деятельности клубов. В СССР российское общество туристов в 1929 году было преобразовано в общество пролетарского туризма и экскурсий, которое содержало физически-активную направленность на основе самодеятельной формы организации путешествий.
В походах формировались и совершенствовались навыки пребывания и выживания в природной среде, формировались умения по преодолению локальных и протяжённых препятствий, повышалась общая выносливость и укреплялось здоровье участников социального движения.
Во второй половине XX века в самодеятельных походах и путешествиях ежегодно принимали участие от 15 до 20 млн человек (роль и задачи самодеятельного туризма в коммунистическом воспитании трудящихся и учащейся молодежи в свете решений XXV съезда КПСС (1976) : тезисы докладов Всесоюзной научно-практической конференции (13-16 декабря 1976 г.) М., а инфраструктура спортивно-оздоровительного туризма в 1980-х годах насчитывала до 900 туристских баз (Туристские спортивные маршруты (1989) : перечень классифицированных туристских спортивных маршрутов на 1989—1992 годы (Б-чка самодеятельного туриста). М. Распад СССР привёл к реорганизации структуры управления туризмом, уменьшению финансирования, снижению количества занимающихся спортивно-оздоровительным туризмом. По информации сайта туристско-спортивного союза России в спортивно-туристскую деятельность вовлечены до 3-х млн. человек (сайт ТССР).

## Взаимосвязь спортивного и спортивно-оздоровительного туризма
Спортивный туризм — вид спорта, не предусматривающий социальной активности населения. Обладает схожими атрибутами с иными видами спорта: единого календарного плана спортивных стартов, наличие тренеров, спортсменов и спортивных судей, тренировочного процесса, системы разрядов и званий.
Понятие «спортивный туризм» в историческом аспекте трансформировалось незначительно и в настоящий момент в полной мере отражает существующий порядок вещей. Приведённое в энциклопедии туризма 1993 года определение «спортивного туризма» как, «походы по маршрутам определённой категории сложности, а также участие в соревнованиях по технике туризма и чемпионатах; разновидность самодеятельного туризма» в настоящий момент устарело в виду изменения нормативной базы спортивного туризма.
В настоящее время наиболее точным является следующее определение спортивного туризма. Это вид спорта, в основе которого лежат соревнования на маршрутах, включающих преодоление категорированных препятствий в природной среде (перевалов, вершин, порогов, каньонов, пещер), и на дистанциях, проложенных в природной среде и на искусственном рельефе. Включён во всероссийский реестр видов спорта (ВРВС), за № 0840005411Я.
Спортивно-оздоровительный туризм связан со спортивным туризмом через технологии пребывания в природной среде, преодоления локальных и протяжённых препятствий, применяемого оборудования и снаряжения, но имеет существенные различия по нормативной базе, целевым установками, формам организации деятельности.
Сравнительный анализ СОТ и СТ представлен в таблице № 1.
| Спортивный туризм | Спортивно-оздоровительный туризм |
| --- | --- |
| Вид спорта, включённым в ВРВС за № 0840005411Я с нормативной базой в виде правил, регламентов, квалификационных требований к судьям, разрядных требований к спортсменам | Общественное движение без нормативной базы и не имеющее закреплённой дефиниции                                                                          |
| Реализуется через соревнования на маршрутах, соревнований на дистанциях                                                                                                 | Основная форма: походы по категорированным и категорированным маршрутам и спортивно-массовые мероприятия в виде слётов                                  |
| Развивается на базе спортивных школ под руководством тренерского состава                                                                                                | Деятельность ведётся на базе клубов при субъектах социальной и экономической деятельности, учебных заведениях при наличии опытных туристов — походников |
| Главная цель — получение разрядов и званий, как результат участия в соревнованиях                                                                                       | Главная цель — отдых и оздоровление через комплексное взаимодействие с природной средой и коллективом                                                   |
| Основная аудитория: спортсмены, тренеры, спортивные судьи | 5% населения РФ выбирающие природную среду, как место рекреации, бывшие спортсмены-туристы, их семьи, друзья, члены клубных формирований                |
| Использование единых технологий организации путешествия, обеспечения безопасности, прохождения локальных и протяженных препятствий.                                     | |

## Структура и функции спортивно-оздоровительного туризма

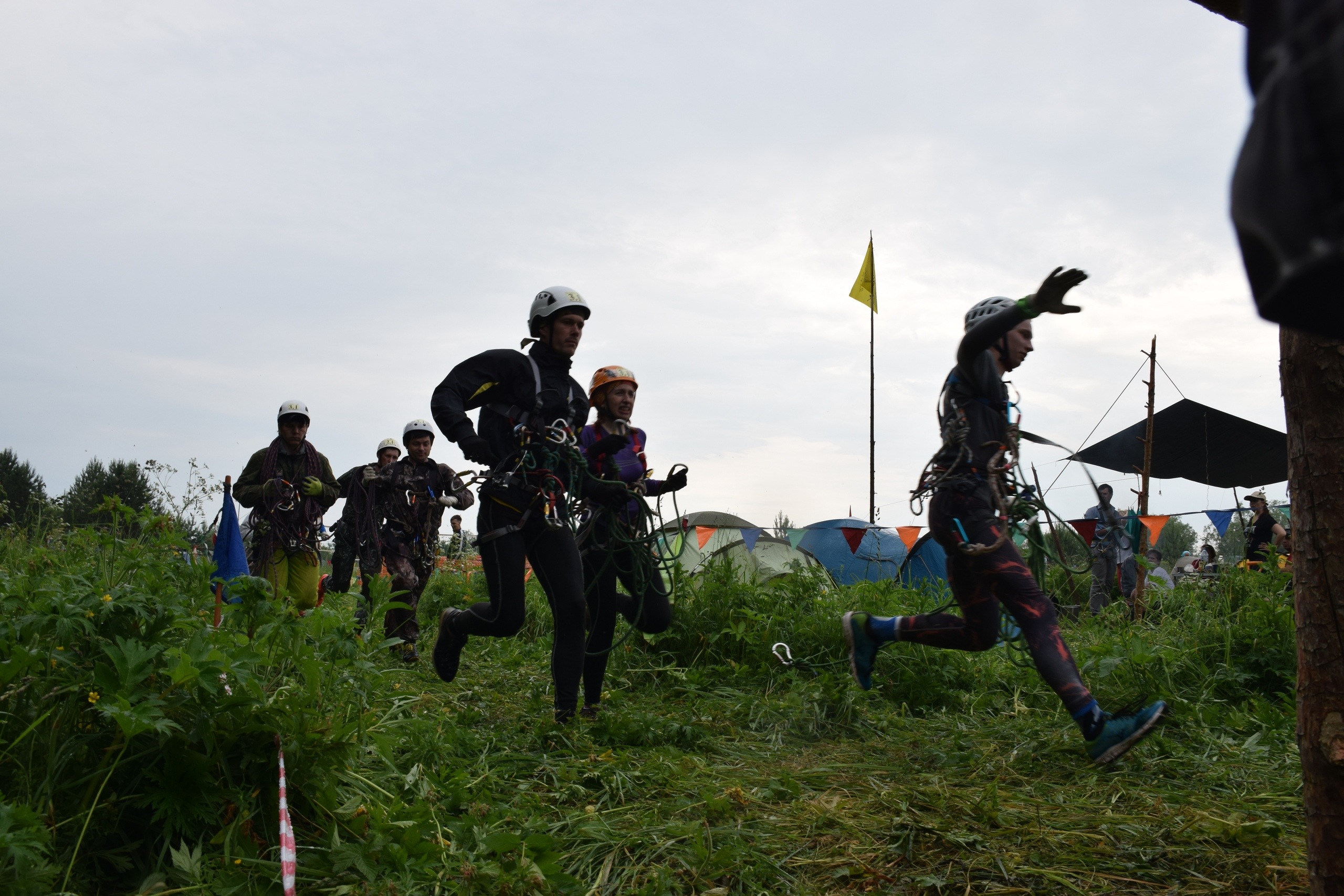
Туристский слёт «Дорогами истории». Кировская область, 2019

В спортивно-оздоровительном туризме (СОТ) выделяются 3 наиболее важных элемента: туристские клубы, как место концентрации действующих и потенциальных туристов для общения и проведения методической работы, походы, как средство познания окружающего мира и спортивно-массовые мероприятия, где совершенствуется спортивно-туристское мастерства и формируется единая общность коллективов.
Каждый элемент имеет свою, явно выраженную составляющую.

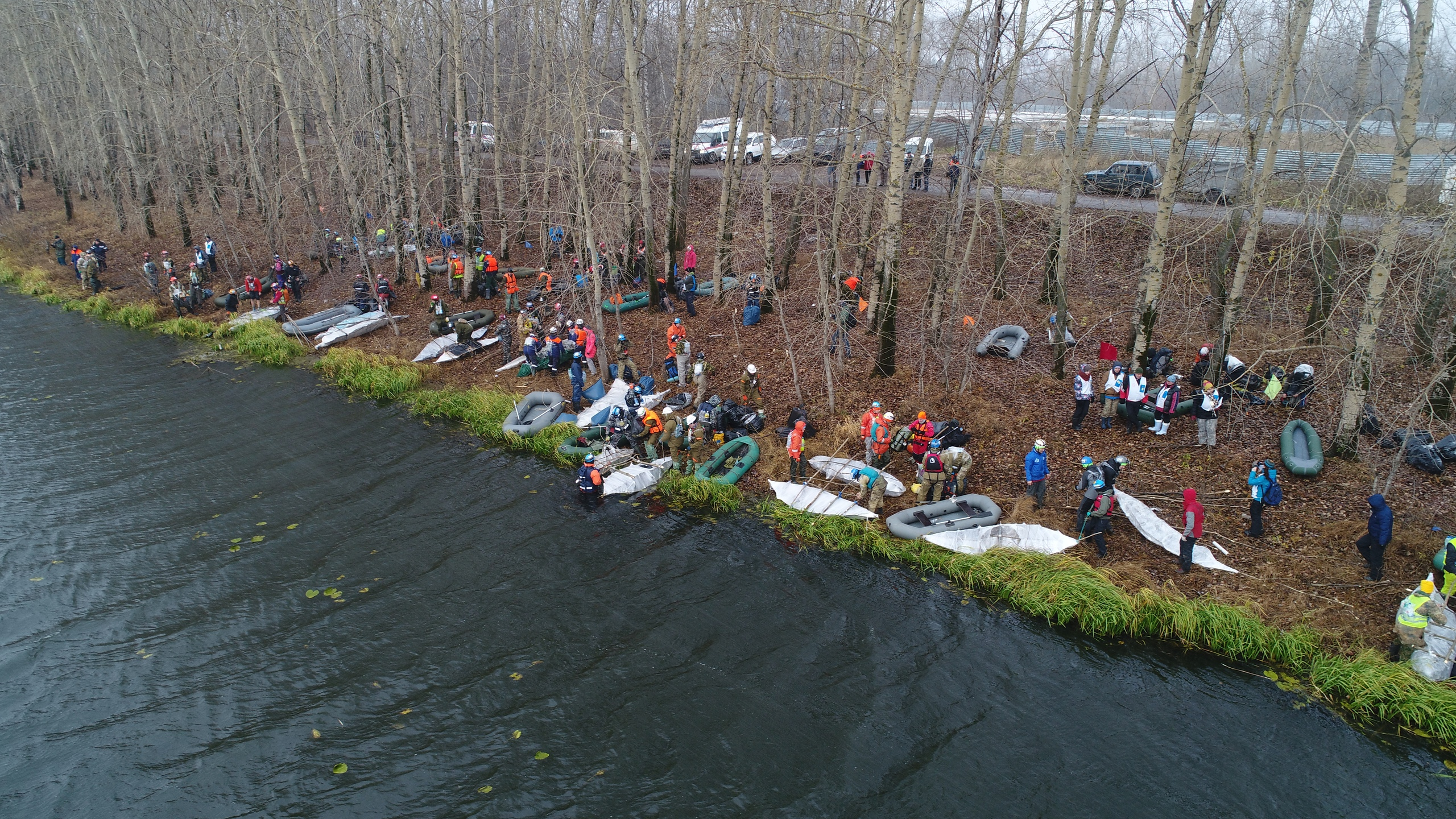
Соревнования по поисково-спасательным работам «Вятский лось», Кировская область, 2019

Туристские клубы — это место сбора участников движения, планирования туристско-спортивной массовой деятельности, проведения учебных мероприятий, место подготовки походов, хранения снаряжения и методический центр. На базе клубов концентрируется туристский актив, реализующий устойчивую и плановую деятельность в течение года.
Спортивно-массовые мероприятия, и прежде всего туристские слёты, являются системообразующими элементами СОТ. Новые участники СОТ-движения, участвуя в слётах, знакомятся с видами и формами туризма в природной среде, приобретают связи в туристских сообществах и опыт безопасного пребывания в природной среде. Через слёты формируются новые спортивно-туристские команды, которые, в последующем преобразуются в туристские секции и клубы.
Походы являются основным мотивом занятия СОТ. В рамках путешествий в природной среде турист получает необходимые виды рекреации, занят активными формами деятельности, находится в психологически позитивном сообществе. Новый географический район, упорядоченный режим дня, дозированные физические нагрузки, совместное с участниками группы пребывание в природной среде в целом и успешное преодоление трудностей в частности, даёт небывалый заряд позитивной энергии, способствующий восстановлению духовных и физических сил.
Функционально в рамках СОТ за клубами закреплены планирование, подготовка и реализация деятельности. Спортивно-массовые мероприятия играют роль ознакомления с методиками и технологиями СОТ, а походы являются мотивационной доминантой СОТ деятельности.
Спортивно-оздоровительный туризм многообразное явление, представляет разнообразные аспекты жизнедеятельности человека и выполняющее разнообразные функции для разных групп населения:
- эмпирический способ познания окружающего мира. Большинство мероприятий в рамках занятий спортивно-оздоровительным туризмом проводятся в природной среде. Человек познаёт окружающий мир, непосредственно соприкасаясь с его многообразием, и получает бесценные знания о природе в целом.
- средство патриотического воспитания молодёжи и профилактики асоциальных явлений, в том числе формирования наркозависимости. Данный аспект рассматривается под воздействием императива «любить можно лишь то, что хорошо знаешь». Организованные путешествия дают возможность побывать в различных регионах России, увидеть всё разнообразие природных зон и образа жизни коренного населения. Столкнуться с реальными трудностями и преодолеть их и себя. Кроме того, спортивно-оздоровительный туризм является мотивированным средством замещения и является позитивной альтернативой асоциальным явлениям, в том числе и наркомании.
- средство самосовершенствования человека, проверки физических, психологических и волевых качеств. Пешеходный, водный, горный, лыжный, конный, спелео, вело, авто-мото, парусный туризмы. Каждый из этих видов специфичен и даёт возможность совершенствоваться по любому из названных направлений. Второй составляющей является трудность препятствий, которую можно преодолеть в рамках любого маршрута. От первой до шестой категории трудности препятствий в разных видах туризма формируют 6 категорий сложности маршрута. И если в поход выходного дня («единичку») может пойти практически любой здоровый человек, то «шестерку» может пройти лишь хорошо подготовленный физически, технически и тактически турист, совершивший до этого не один десяток походов.
- средство рекреации и укрепления здоровья. Как отмечают многие авторы, пребывание в природной среде с благоприятными условиями совмещенное с дозированными физическими нагрузками способствует оздоровлению организма.
- форма активного отдыха и средство вовлечения в занятия физкультурой. Данный постулат основывается на положении, что в рамках любого передвижения в природной среде существует нагрузка на те, или иные группы мышц человека, что и подразумевает активность отдыха. Кроме того подготовка к длительным путешествиям строится на периодичных физкультурных занятиях, в рамках которых формируется необходимая физическая форма.
- форма межличностного общения и установления устойчивых межличностных отношений. Данную тему неоднократно поднимал в своих работах доктор географических наук Борис Борисович Родоман. Он писал, что туристские группы существуют по несколько лет, участвуя как дальних походах, так и ПВД. Практическая походная деятельность авторов данной статьи эмпирически подтверждает это правило.
- средство решения народнохозяйственных задач через формирование технологий пребывания в природной среде различных профессиональных и социальных групп. Технологии пребывания в природной среде, в условиях автономности, без благ цивилизации и элементарных санитарно-гигиенических условий в настоящий момент востребованы у геологов, военных, спасателей, туристских компаний — организаторов коммерческих туров и иных профессиональных и социальных групп. Все технологии отрабатывается в рамках организации походов, а далее тиражируются и используются заинтересованными организациями.
- средство формирования профессиональных компетенций для работы в безопорном пространстве, сфере организации коммерческой и социальной деятельности в природной среде, в том числе путешествий различной направленности. В настоящий момент в России отсутствует система образования, формирующая полный объём компетенций для пребывания человека в природной среде. Весь спектр походной деятельности в разных видах туризма даёт возможность формировать специалиста высокого класса для разных сфер профессиональной и социальной деятельности. Спелео и горный туризм позволяют в совершенстве овладеть передвижением в безопорном пространстве. Несколько лет занятия водным туризмом формируют гида-проводника водных туров, способного работать в коммерческих структурах. Любой руководитель походов 2—6 категории сложности легко спланирует передвижение в природной среде группы людей, пропишет материальное и продовольственное обеспечение, требования к безопасности путешествия. Эти иные компетенции формируются в рамках занятия СОТ.

## Спортивно-оздоровительный туризм и общество
Спортивно-оздоровительный туризм — это позитивная форма самоорганизации сообществ на территории всей России на единых принципах, включающая в себя технологии саморазвития человека и общества.
В условиях чрезвычайной загруженности городского населения, постоянно действующих раздражителей, экологических и фоновых загрязнителей, стрессовых ситуаций, а также дефицита свободного времени у большинства граждан, весьма актуальной становится проблема смены, хотя бы на короткое время, условий существования, то есть встаёт проблема получения положительных эмоций. Одним из способов снятия стресса является отдых в группе людей со схожими интересами. В то же время разрозненные группы имеют ограниченные возможности по самореализации своих прав и защите общих интересов.
Наиболее простыми и доступными формами организации населения с целью занятия спортивно-оздоровительным туризмом являются клубы и секции, сформированные по территориальному и производственному признаку. Более сложной формой являются общественные движения и ассоциации. Создание и функционирование подобных организаций должно в конечном итоге способствовать решению следующих задач:
- привлечение населения к решению проблем местных сообществ на ином организационном уровне.
- повышение правовой грамотности населения.
- повышение информированности населения об активном отдыхе.
- привлечение активной части населения в туристическое движение.
- установление контактов между некоммерческими организациями, СМИ и местными сообществами.
- создание кадрового резерва для организации туристической деятельности в регионах.

Спортивно-оздоровительным туризм является уникальным социокультурным явлением современного российского общества, с богатым внутренним потенциалом для развития различных форм и в природной среде и вовлечения широких слоёв населения в процесс самоорганизации доступной рекреационной деятельности.